# Сельское поселение Поляков
Сельское поселение Поляков — муниципальное образование в Большечерниговском районе Самарской области.
Административный центр — посёлок Поляков.

## Административное устройство
В состав сельского поселения Поляков входят:
- посёлок Поляков,
- посёлок Алексеевский,
- посёлок Кошкин.

## Погранзона
На всей территории сельского поселения Поляков установлена погранзона.